# Хасдай Крескас
Хасда́й бен Юда́ Кре́скас (лат. Crescas, івр. חסדאי קרשקש, кат. Cresques, 1340 Барселона — 1410 (1411?), Сарагоса) — філософ, теолог, державний діяч та голова іспанського єврейства в XIV столітті. Рабин Сарагоси, він був широко відомий також серед християнських європейських філософів. Виступав на захист чистого юдаїзму, незалежного від Аристотеля і заснованого більшою мірою на духовній і емоційній стороні людини. Біографами оцінюється як один з найбільш самобутніх єврейських і взагалі середньовічних філософів. Новаторські погляди Крескаса на нескінченність і природу, простір і час сприяли антиаристотелевському перевороту в натурфілософії, завдяки якому з'явилася можливість створення нової фізики — класичної механіки.

## Біографія

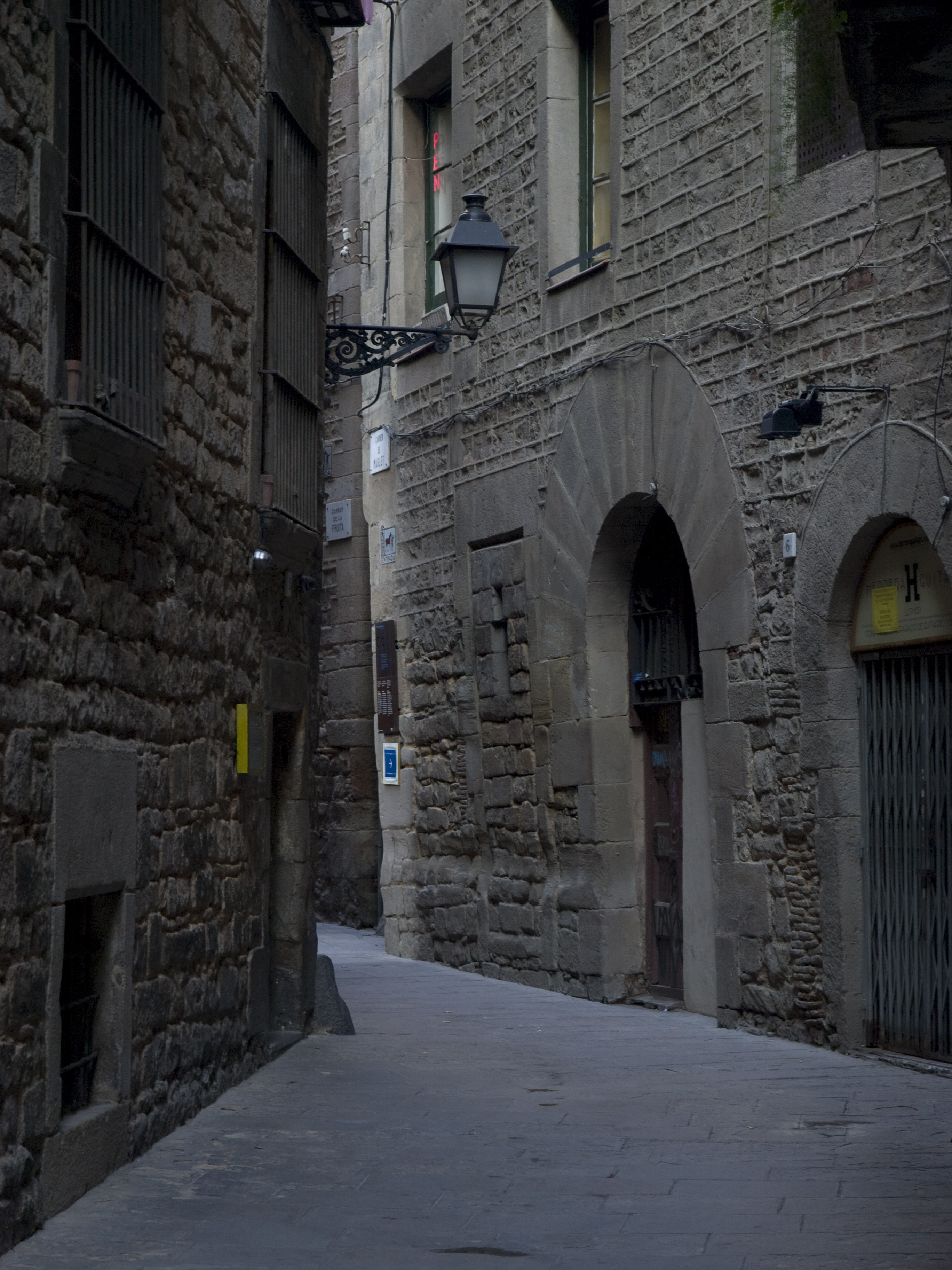
Єврейський квартал в Барселоні, де народився Крескас. Вид на синагогу.

Раббі Хасдай бен Юда Крескас народився близько 1340 року в родині спадкових вчених євреїв у Барселоні. Можлива етимологія прізвища Crescas — від латинського дієслова «crescere» («рости, підніматися, процвітати»). Батька звали Юда, мати Регіна. У них був ще один син, Шмуель, і дочка Венгес. У передмові до книги «Світ Божий» Крескас приводить свою генеалогію: «Хасдай син Юди, сина Хасдая, сина Юди, сина Хасдая, сина Юди». У Каталонії людина брала як прізвище ім'я свого батька, так що батька Хасдая звали Юда івритом та Крескас каталонською. Дід, Хасдай бен Юда Крескас («Старший»), був відомим рабином, його респонси багаторазово цитуються Іцхаком бен Шешет Перфетом (РІВАШ). Крескас навчався у відомого рабина Ніссіма бен Реувен Геронде (відомого під акронімом РАН), програма занять включала філософію. Сам РАН теж вивчав філософію, в тому числі вже був знайомий з ідеями Герсоніда і Вільяма Оккама. Крескас став улюбленим учнем РАНа, майже сином, а Реувен, син РАНа, називав його братом. Деякі історики вважають, що згаданий Реувен одружився з Венгес, сестрою Хасдая Крескас.
У Барселоні Крескас зав'язав довголітню дружбу з Іцхаком бен Шешет (РІВАШ) Перфетом, їх називали «двоє великих з Каталонії», а самі вони в листах називали один одного братами. РІВАШ писав спільно з Крескасом з таких важливих приводів, як конфлікт навколо посади рабина Франції. Разом вони створили фонд для вивчення Тори і підтримки євреїв, постраждалих від переслідувань в Іспанії. Крескас деякий час виконував обов'язки рабина Барселони, де одружився з дівчиною на ім'я Тольрана, і у них народився син, якого, швидше за все, назвали Юда або Крескас. Хасдай Крескас взяв участь у поетичному змаганні єврейських поетів Барселони і Жерони 1370 року, для змагання написав молитовну поему в жанрі івр. «סליחות» (slikhot, благання про прощення), в якій просить Бога про перемогу над «ворогом» (дурне спонукання або матерія).

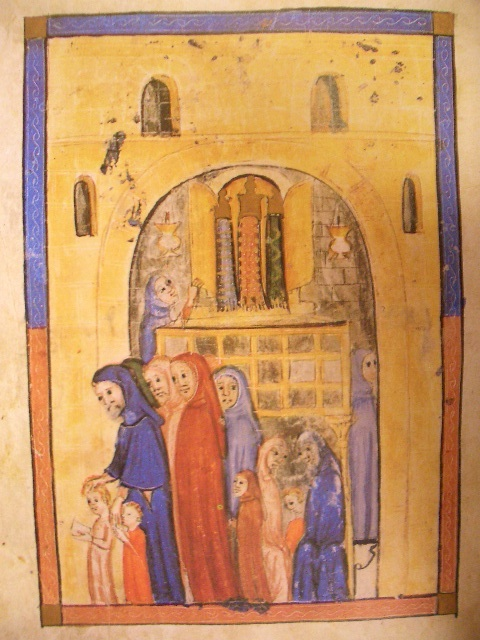
«Євреї виходять з синагоги». Малюнок з Пасхальної Хаггади, випущеної близько 1350 року в Сарагосі або Барселоні

Крескас цікавився також кабалою, про що збереглися свідчення в анонімних кабалістичних манускриптах, а також його власний твір про сенс молитви кадіш.
У багатьох джерелах повідомляється, що через інтриги ворогів Крескас провів у в'язниці частину 1378 року за звинуваченням в оскверненні гостії. Інші джерела говорять про ув'язнення на п'ять місяців у 1373 році. У 1383 році брав участь у переговорах про відновлення єврейських привілеїв з Педро IV, королем Арагона. Після його смерті весь період з 1387 року по 1396 рік Крескас був радником короля і королеви Арагону Хуана Першого і Віоланти і був вхожий в їх палаци в Барселоні і Сарагосі. Королева Віоланта, уроджена француженка, любила науки і мистецтва і заохочувала їх розвиток, у чому брав участь і Крескас. Серед титулів, якими королівське подружжя називали Крескаса, — магістр і кат. «juheu de casa nostra» (придворний єврей). РІВАШ був рабином Сарагоси з 1370 по 1385, після чого переїхав до Валенсії, а Крескас з дозволу короля переїхав до Сарагоси, щоб зайняти там посаду рабина. Там він познайомився з секретарем короля, представником раннього гуманізму Бернат Метже, автором поеми «Сон», і, можливо, мав на нього вплив. Принаймні з 1389 року й до самої смерті Крескас офіційно займав пост рабина Сарагоси і був визнаний королівською владою як суддя євреїв Арагона, згідно з деякими джерелами був рабином всього Арагону.
1391 року внаслідок антиєврейської християнської пропаганди і раптової смерті короля Кастилії територією сучасної Іспанії прокотилася хвиля погромів. Перестали існувати цілі єврейські громади, перед вибором — хрещення або смерть — багато євреїв воліли померти в ім'я віри, невеликій кількості вдалося втекти, а більшість змушені були прийняти хрещення. Відчайдушний опір євреїв в деяких місцях було зламано, що не дивно, — в Барселоні, наприклад, вони становили менше 10 % населення. Були випадки самогубств і вбивств членів сім'ї, щоб лише уникнути хрещення. Погроми поширилися і на Арагон. У Сарагосі лише завдяки присутності короля вдалося уникнути погромів, але в Барселоні вони відбулися. Незважаючи на лист короля Хуана I проти погромів, в якому особливо підкреслювалося, що треба захистити родину «нашого придворного єврея і радника Крескаса», єдиний син Крескаса віддав життя за віру в Барселоні у віці двадцяти років, не доживши до запланованого весілля. Зберігся запис Реувена, сина РАНа, в якому говориться, що Крескасу вдалося врятувати Реувена і його сім'ю. Хід погромів відображений в посланні Крескаса євреям Авіньйона.. Можливо, вибір саме Авіньйона як адреси був пов'язаний з переговорами з Римським Папою, що знаходився тоді в цьому місці. Король і Крескас, мабуть, сподівалися, що римський папа заборонить погроми. Деякі джерела стверджують, що Крескас організував в Сарагосі загони самооборони, посилені найманими солдатами.

### Первинні джерела
1. 1 2  РІВАШ, Сбірник респонсів[недоступне посилання з травня 2019]